# Ludwig Werner Engels
Ludwig Eduard Werner Engels, genannt Louis Engels (* 30. August 1901 in Haus Landscheid bei Burscheid; † 2. Juli 1934 bei Breslau), war ein deutscher SA-Führer und eines der Opfer des sogenannten Röhm-Putsches.

## Leben und Wirken

### Jugend und Ausbildung
Ludwig Engels wurde als Sohn des Malers Moritz Louis Engels und der Emili Martin geboren. In seiner Jugend besuchte er das Realgymnasium in Lennep im Rheinland. Anschließend studierte er ab 1921 sieben oder acht Semester lang Wirtschafts-, Rechts- und Staatswissenschaften an den Universitäten Köln und Graz. Er schloss sein Studium im Juli 1924 mit dem Abschluss eines Diplomkaufmanns ab, den er an der Wirtschafts- und Sozialwissenschaftlichen Fakultät der Universität zu Köln erwarb. Die Vorbereitung zur Promotion brach er nach eigenen Angaben ab, nachdem die Universität ein Relegationsverfahren gegen ihn wegen Angriffen auf den Professor Benedikt Schmittmann einleitet hatte. Engels gab später an, er habe Schmittmann wegen dessen angeblich separatistischer Äußerung angegriffen.
Nach vorübergehendem Aufenthalt im Ausland zur Erweiterung seiner Sprachkenntnisse begann Engels 1925 als Kaufmann zu arbeiten, dabei war er bis Mitte 1930 meist in leitenden kaufmännischen Stellungen beschäftigt.

### Politische Aktivitäten
In der Zeit nach dem Ersten Weltkrieg begann Engels sich politisch in Kreisen der extremen politischen Rechten zu betätigen: Noch 1919 wurde er Mitglied der Organisation Consul. Später schloss er sich dem Wikingbund an und nach dessen Auflösung trat er im Oktober 1925 dem Stahlhelm-Kampfbund bei. Eigenen Angaben zufolge war er in der ersten Hälfte der 1920er Jahre an der Separatistenabwehr sowie an Kämpfen im Rheinland und im Ruhrgebiet beteiligt. Politisch war er seit dem April 1921 in der Deutschnationalen Volkspartei (DNVP) organisiert.
Zum 1. Februar 1931 trat Engels in die NSDAP ein (Mitgliedsnummer 461.647). In dieser widmete er sich vor allem dem Aufbau der Gaupresse im Gau Schlesien, die 1933 zehn Zeitungen umfasste, deren Syndikus er wurde. Zur selben Zeit wurde Engels Mitglied der Sturmabteilung (SA), in der er rasch zu einem der engsten Mitarbeiter des schlesischen SA-Führers Edmund Heines avancierte. Als besonderer Vertrauensmann Heines’ hatte er bis zum Jahr 1933 den Rang eines Obersturmbannführers erreicht.
Als rechte Hand Heines’ war Engels seit den frühen 1930er Jahren an der Führung der schlesischen SA und ab 1933 an der Führung der Polizei im Landkreis Breslau beteiligt. Am 24. Oktober 1933 wurde Engels offiziell – mit Wirkung zum 1. November 1933 – als Regierungsrat beim Polizeipräsidium von Breslau bestallt, dessen Führung Heines im April 1933 übernommen hatte. Als stellvertretender Polizeipräsident von Breslau wurde er am 24. April 1934 zum Oberregierungsrat befördert.

### Ermordung
Am 1. Juli 1934 wurde Engels im Rahmen der als Röhm-Putsch bekannt gewordenen politischen Säuberungswelle der Nationalsozialisten vom Frühsommer 1934 verhaftet und in den frühen Morgenstunden des 2. Juli 1934 zusammen mit Edmund Heines’ Bruder Oskar Heines außerhalb von Breslau durch ein SS-Kommando erschossen. Heines selbst war bereits am 30. Juni 1934 im Gefängnis Stadelheim exekutiert worden.

## Archivalien
- Personalakte von Ludwig Engels (Bundesarchiv Lichterfelde, R 1501/206075).